# Gabriel Auguet i Roset
Gabriel Auguet i Roset (Igualada, 1876 - Barcelona, 1943) fou un sacerdot català, doctor i canonge penitencier de la catedral de Barcelona.

## Biografia

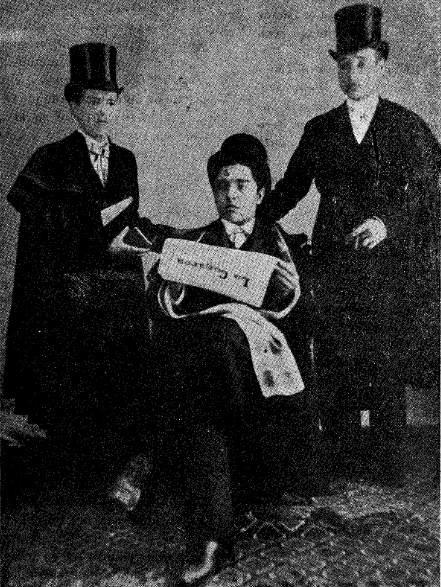
Martí Vall, Gabriel Auguet i Ramon Solsona com a estudiants de Filosofia del Seminari de Vic

Era fill d'una família humil i carlina. Va estudiar tota la carrera eclesiàstica en el Seminari Conciliar de Vic, essent ordenat sacerdot el septembre de 1900. El 14 de març de 1901 quedà incorporat a la diòcesi de Barcelona, i va ser successivament vicari de Cardedeu, de Tiana, de Sant Cugat del Vallès i de Caldes de Montbui; regent de La Costa del Montseny i després rector d'aquesta darrera parròquia, previa oposició.
El 6 de juliol de 1912, el bisbe Laguarda, qui ja tenia projectada una gran obra de reconstrucció de l'església del Carme de Barcelona, la qual havia estat destruïda durant la Setmana Tràgica en ser incendiat el convent de les Jerònimes, on radicava el temple, nomenà el doctor Auguet ecònom de dita parròquia sense temple. Segons el quinzenal tradicionalista Llibertat, el bisbe Laguarda feia elogis de les dots d'organitzador d'Auguet i el considerava identificat amb la seva obra.
El septembre de 1910 obtingué en la Universitat Pontifícia de Tarragona el grau de Llicenciat en Sagrada Teologia amb l'honrosa qualificació de «Nemine discrepante» i el 29 de septembre de 1914, en la mateixa Universitat, se li donà el grau de doctor amb idèntica qualificació. En octubre de 1910 va fer oposicions a una canongia vacant a la Seu Barcelonina, va aprovar per unanimitat els exercicis literaris i el 28 de juliol de 1915 seria elegit canonge penitencier de la Catedral de Barcelona.
Destacà com a escriptor, amb inclinació especial a la Sociologia. Essent ell mateix fill del proletariat, era convençut de la necessitat de l'elevació material i intel·lectual de l'obrer d'acord amb les doctrines de l'Església, i va vessar en una serie d'articles sobre la qüestió social en el setmanari setmanari igualadí Sometent (1905-1911) la seva preocupació per les classes necessitades. Després escrigué el llibre «La enseñanza social de Balmes y la Encíclica Rerum Novanim de S. S. León Xlll» editat per la biblioteca del setmanari tradicionalista barceloní La Bandera Regional.

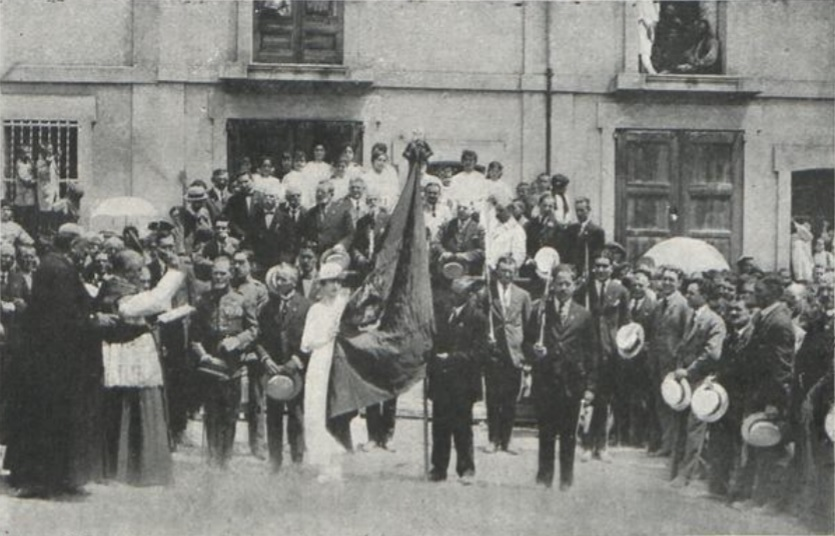
Benedicció d'una bandera del Sometent per mossèn Auguet (1919)

Va continuar vinculat a la Comunió Tradicionalista i seguí la política d'oposició al nacionalisme català del bisbe Enric Reig i Casanova, qui el va proposar per a bisbe de la Seu d'Urgell. L'any 1919 el doctor Auguet va defensar la Unió Monàrquica Nacional, utilitzant-ne la Casa Social catòlica com a centre electoral.
L'any 1924 va participar en el Congrés Eucarístic Internacional d'Amsterdam amb un grup de fidels catòlics socis de l'Apostolat de l'Oració de Barcelona. A l'octubre del 1931 va oficiar a la catedral de Barcelona les exèquies pel pretendent Jaume de Borbó i de Borbó-Parma.
Fou marmessor de la viladecanenca Magdalena Modolell, qui va donar la Torre Modolell i el seu jardí a la ciutat. En el seu honor s'anomenà un carrer de Viladecans carrer del Canonge Dr. Auguet.

## Obres
- La enseñanza social de Balmes y la Encíclica «Rerum novarum» de S.S. León XIII (Barcelona, 1910)